# Angersteins Trinkhalle

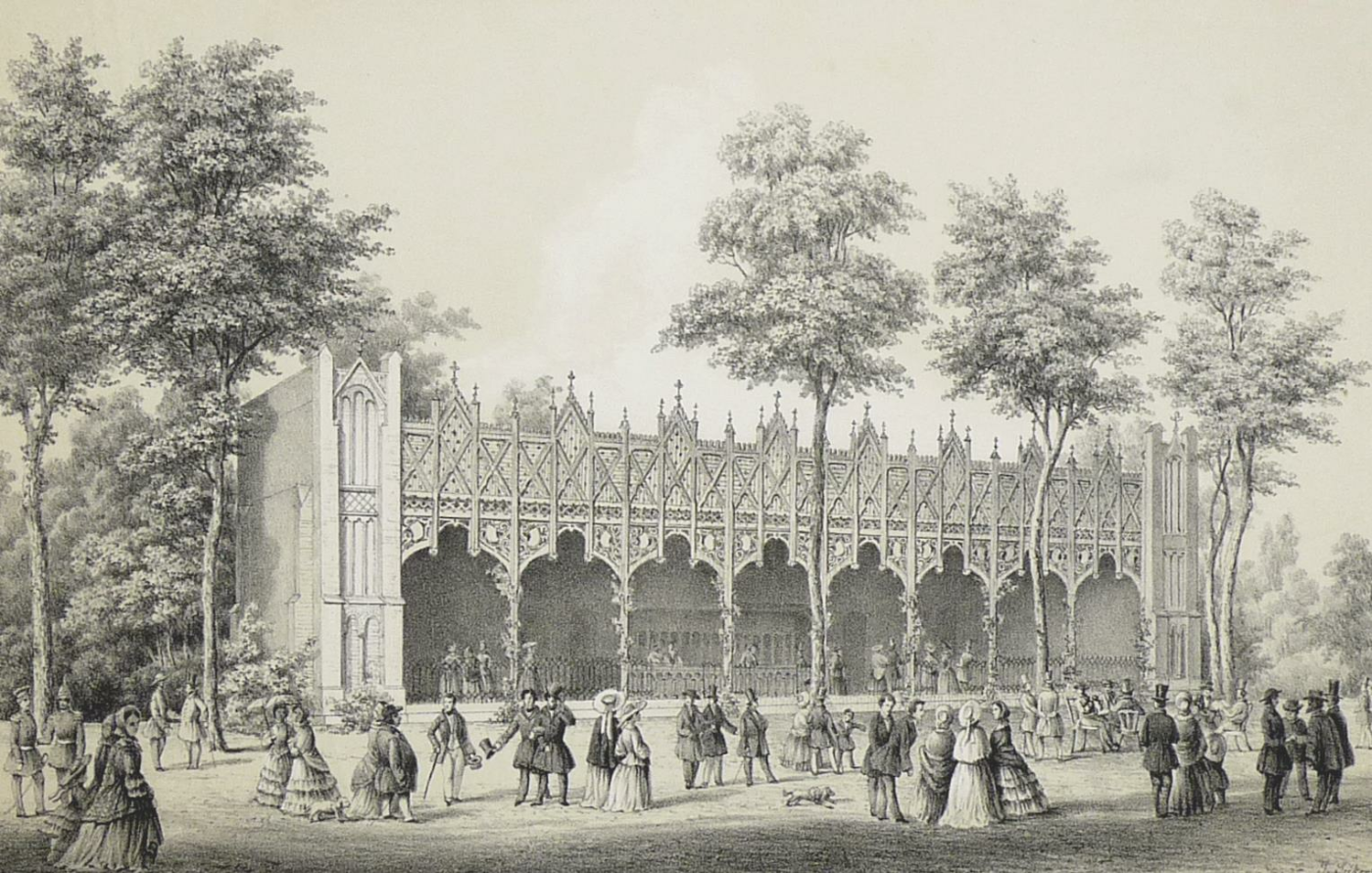
„Trinkhalle der Struve'schen Mineralwasser-Anstalt zu Hannover“;
um 1860; Tonlithografie: Johann Jürgen Sickert; Druck: Charles Fuchs; Verlag: C. F. Hornemann'sche Hof-Kunsthandlung

Angersteins Trinkhalle war eine Mitte des 19. Jahrhunderts am Friedrichswall in Hannover nach Plänen von Conrad Wilhelm Hase errichtete Trinkhalle für das gesundheitsorientierte Bildungsbürgertum. Ausgeschenkt wurde künstlich angereichertes Mineralwasser nach der Rezeptur des Arztes und Apothekers Friedrich Adolph August Struve. Mit dem für Architektur und Dekorationen gewählten neugotischen Stil begründete Hase „von Hannover aus eine eigene Schule historischer Architektur.“

## Geschichte und Baubeschreibung
Zu Beginn der Industrialisierung in Hannover ließ der namensgebende hannoversche Apotheker Hermann Angerstein im Jahr 1846 an der Jägerstraße neben der Herrenhäuser Allee eine erste Trinkhalle für künstliches Mineralwasser einrichten. Rund ein Jahrzehnt zog Angerstein eine Verlegung der Anlage an die damalige Friedrichstraße (den heutigen Friedrichswall) am Rande der damals noch nahezu unbebauten Masch der Altstadt („Altstädter Masch“) in Erwägung. An diesem günstiger gelegenen Standort promenierten damals hauptsächlich Angehörige der hübschen Familien,  oftmals schon morgens zwischen 6.00 und 8.00 Uhr, um zur Gesundheitspflege und in Gesellschaft Brunnenwasser zu trinken. Auch das nahegelegene, am östlichen Ende der Friedrichstraße betriebene Russische Dampfbad versprach zusätzlich interessiertes Publikum.

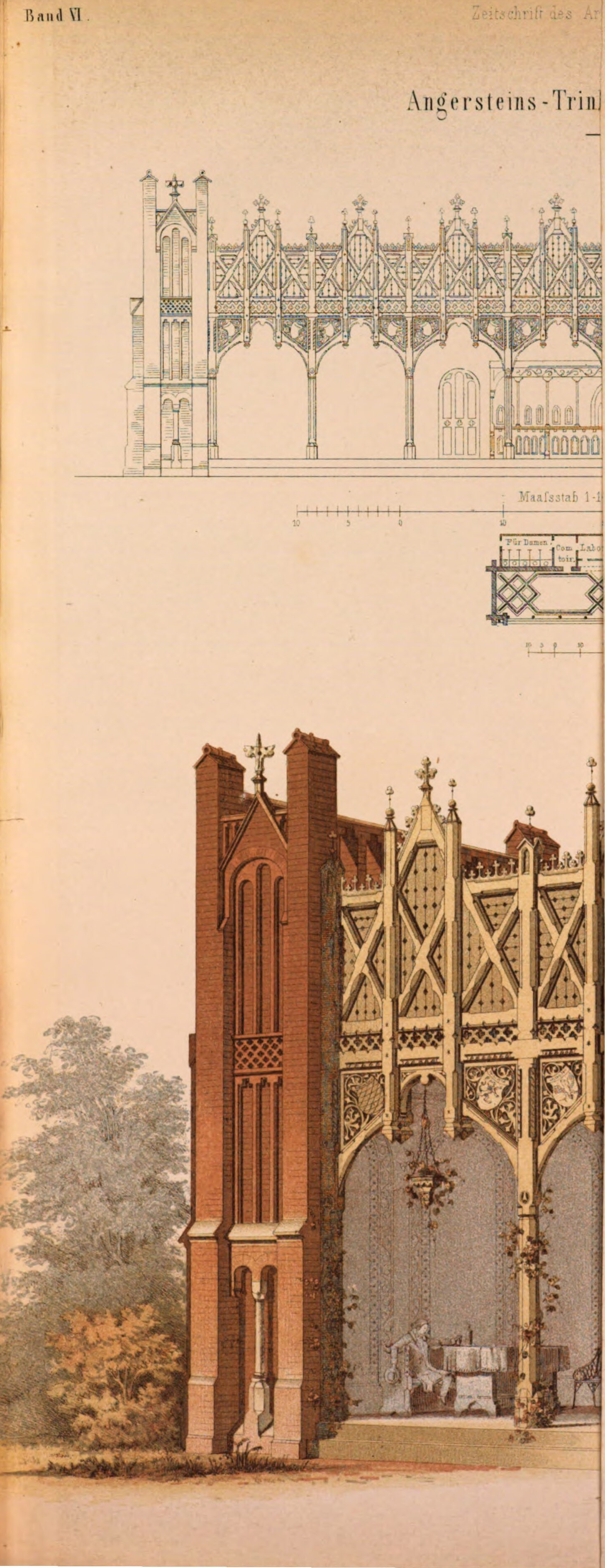
Farblithografie (Ausschnitt) zu Hases Bauzeichnungen, 1860

Das von Angerstein in Betracht gezogene Grundstück lag jedoch auf städtischem Grund und Boden; eine Nutzungsgenehmigung durch den Rat der Stadt Hannover konnte somit jederzeit wieder zurückgezogen werden. Zudem sollte das Bauwerk in möglichst kurzer Zeit in den Wintermonaten errichtet werden, um schon im Frühjahr 1856 für zahlungskräftige Kurgäste bereitzustehen. Mit dem für die Planungen gewonnenen Lehrer für Baukunst an der Polytechnischen Schule, Conrad Wilhelm Hase, entschieden sich Bauherr und Architekt daher für eine Konstruktion, die leicht aufbaubar, transportierbar und an anderer Stelle wieder aufbaubar sein sollte. Da so kurzfristig keine Voll-Eisenkonstruktionen realisierbar waren, fiel die Entscheidung für ein hölzernes, zudem preisgünstigeres Bauwerk.
Mit den Zimmerarbeiten und den Schnitzereien wurde Hellner, Hof-Zimmermeister Georg Hellner (Georg Friedrich Hellner) beauftragt, der 1856 zudem in dem der Baustelle nahegelegenen Hause An der Masch 3 seinen Wohnsitz hatte. Mit der Bauausführung beauftragte Hase seinen Schüler Ludwig Bähr. So entstand schließlich eine laubenartige offene Wandelhalle, deren Holzkonstruktion zwischen zwei Ziegelmauern eingespannt waren. Der Wasserausschank geschah über eine Theke an der Rückseite des Gebäudes. Daran anschließend lag das Labor für die Wasseraufbereitung. Auch die notwendigen sanitären Anlagen befanden sich dort.
Nach Inbetriebnahme seiner Trinkhalle veranstaltete Hermann Angerstein musikalische Aufführungen, um die Aufmerksamkeit des gut betuchten Publikums für seine Einrichtung zu steigern.
Ihre gesundheitliche und gesellschaftliche Aufgabe erfüllte Angersteins Trinkhalle bis 1872.
Das Historische Museum Hannover ist im Besitz einer um 1860 von Johann Jürgen Sickert geschaffenen farbigen Lithografie mit einer reich mit Bürgern animierten Sicht auf die ehemals am heutigen Friedrichswall gelegene Anlage.